# Bulgarische Fußballmeisterschaft 1943
Die Bulgarische Fußballmeisterschaft 1943 war die 19. Spielzeit der höchsten bulgarischen Fußballspielklasse. Meister wurde zum sechsten Mal Slawia Sofia.
Vereine aus Vardar-Mazedonien, Thrakien und Mazedonien waren ebenso teilnahmeberechtigt, da sie während des Zweiten Weltkriegs unter bulgarischer Verwaltung standen.

## Modus
26 Mannschaften ermittelten im Pokalmodus (Hin- und Rückspiel) den Meister. Die qualifizierten Teams von Makedonija Bitolja und Vardar Skopje sagten ihre Teilnahme ab.

## Teilnehmer
| - Atletik Dupniza - Belomorez Kavala - Botew Chaskowo - Botew Gorna Dschumaja - Botew Plowdiw - Georgi Draschew Jambol - Chan Kubrat Popowo - Knjaginja Maria Luisa Lom - Knjas Simeon Tarnowski Pawlikeni | - Lewski Burgas - Lewski Dobritsch - Lewski Plowdiw - Lewski Sofia - Makedonija Bitolja - Makedonija Skopje - Orel-Tschegan 30 Wraza - Slawia Sofia - SP 39 Plewen | - Sportist Sofia - Titscha Warna - Trizwet Tschirpan - Tschardafon Gabrowo - Wladislaw Warna - ZSK Russe - ZSK Sofia - ZSK Skopje |

## 1. Runde
Ein Freilos erhielten: Lewski Sofia, Slawia Sofia, Makedonija Skopje und Lewski Plowdiw.
|                                  | Gesamt |                           | Hinspiel | Rückspiel |
| -------------------------------- | ------ | ------------------------- | -------- | --------- |
| Lewski Dobritsch                 | 4:8    | ZSK Russe                 | 2:4      | 2:4       |
| Belomorez Kavala                 | 6:2    | Botew Chaskowo            | 4:1      | 2:1       |
| Orel-Tschegan 30 Wraza           | 3:6    | Knjaginja Maria Luisa Lom | 1:2      | 2:4       |
| Knjas Simeon Tarnowski Pawlikeni | 6:0    | Tschardafon Gabrowo       | 03:0 1   | 03:0 1    |
| SP 39 Plewen                     | 1:7    | Sportist Sofia            | 1:4      | 0:3       |
| ZSK Skopje                       | 4:0    | Makedonija Bitolja        | 3:0      | 1:0       |
| Chan Kubrat Popowo               | 1:4    | Wladislaw Warna           | 1:1      | 0:3       |
| Trizwet Tschirpan                | 1:7    | Botew Plowdiw             | 1:4      | 0:3       |
| ZSK Sofia                        | 2:0    | Titscha Warna             | 2:0      | 0:0       |
| Botew Gorna Dschumaja            | 1:6    | Atletik Dupniza           | 1:3      | 0:3       |
| Georgi Draschew Jambol           | 3:3    | Lewski Burgas             | 2:1      | 1:2       |

### Entscheidungsspiel
|                        | Ergebnis  |               |
| ---------------------- | --------- | ------------- |
| Georgi Draschew Jambol | 1:3 n. V. | Lewski Burgas |

## Achtelfinale
Ein Freilos erhielt: Slawia Sofia
|                                  | Gesamt |                           | Hinspiel | Rückspiel |
| -------------------------------- | ------ | ------------------------- | -------- | --------- |
| Sportist Sofia                   | 9:0    | Knjaginja Maria Luisa Lom | 5:0      | 4:0       |
| ZSK Russe                        | 8:5    | Wladislaw Warna           | 2:4      | 6:1       |
| Knjas Simeon Tarnowski Pawlikeni | 4:6    | Lewski Burgas             | 3:4      | 1:2       |
| Lewski Sofia                     | 6:2    | Atletik Dupniza           | 2:1      | 4:1       |
| Lewski Plowdiw                   | 5:2    | ZSK Skopje                | 3:1      | 2:1       |
| ZSK Sofia                        | 6:0    | Makedonija Skopje         | 03:0 2   | 03:0 2    |
| Belomorez Kavala                 | 2:2    | Botew Plowdiw             | 2:1      | 0:1       |

### Entscheidungsspiel
|                  | Ergebnis  |               |
| ---------------- | --------- | ------------- |
| Belomorez Kavala | 0:1 n. V. | Botew Plowdiw |

## Viertelfinale
|                | Gesamt |               | Hinspiel | Rückspiel |
| -------------- | ------ | ------------- | -------- | --------- |
| Lewski Sofia   | 4:3    | ZSK Sofia     | 2:2      | 2:1       |
| Sportist Sofia | 2:3    | Slawia Sofia  | 2:2      | 0:1       |
| Lewski Burgas  | 0:4    | Botew Plowdiw | 0:1      | 0:3       |
| Lewski Plowdiw | 7:4    | ZSK Russe     | 6:1      | 1:3       |

## Halbfinale
|               | Gesamt |                | Hinspiel | Rückspiel |
| ------------- | ------ | -------------- | -------- | --------- |
| Lewski Sofia  | 5:1    | Lewski Plowdiw | 5:1      | 0:3       |
| Botew Plowdiw | 2:6    | Slawia Sofia   | 1:1      | 1:5       |

## Finale
| Datum          |              | Gesamt |              | Hinspiel | Rückspiel |
| -------------- | ------------ | ------ | ------------ | -------- | --------- |
| 10./17.10.1943 | Slawia Sofia | 2:0    | Lewski Sofia | 1:0      | 1:0       |